# Lliçons d'amor
Lliçons d'amor (títol original en anglès, Words and Pictures) és una pel·lícula dramàtica estatunidenca de 2013 dirigida per Fred Schepisi i protagonitzada per Clive Owen, Juliette Binoche i Keegan Connor Tracy. Es va projectar a la secció Presentació de gala del Festival Internacional de Cinema de Toronto de 2013. S'ha doblat i subtitulat al català.

## Repartiment
- Clive Owen com a Jack Marcus
- Juliette Binoche com a Dina Delsanto
- Keegan Connor Tracy com a Ellen
- Bruce Davison com a Walt
- Amy Brenneman com a Elspeth
- Adam DiMarco com a Swint
- Valerie Tian com a Emily
- Navid Negahban com a Rashid
- Janet Kidder com a Sabine
- David Lewis com a Tom